# Miletus petronius
Miletus petronius är en fjärilsart som beskrevs av William Lucas Distant och William Burgess Pryer 1887. Miletus petronius ingår i släktet Miletus och familjen juvelvingar. Inga underarter finns listade i Catalogue of Life.